# Смородина восковая
Сморо́дина воскова́я (лат. Ribes cereum, англ. wax currant, squaw currant) — кустарник, вид растений рода Смородина (Ribes) семейства Крыжовниковые (Grossulariaceae).

## Ареал
Растёт в Северной Америке.

## Ботаническое описание
Кустарник высотой до 1 метра. Побеги слегка опушённые, железистые, без колючек.
Листья 3—5-лопастные с тупыми закруглёнными лопастями, шириной 1—4 см, с сердцевидным или усечённым основанием. Листовая пластинка сверху голая или почти голая, снизу с железистым опушением. Край листа городчатый. Черешки короткие (0,6—1,2 см).
Соцветия — висячие кисти длиной до 3 см, с 2—8 зеленоватыми, белыми или розовыми цветками. Ось соцветия опушённая. Гипантий трубчатый.
Плоды — безвкусные яйцевидные ягоды диаметром 5—12 мм, от тусклого до яркого оттенков красного или оранжево-красного цвета, железистые.